# Sándor Révész
Sándor Révész (ur. 24 czerwca 1953) – węgierski wokalista rockowy, były członek grup Generál i Piramis, laureat nagrody eMeRTon.

## Życiorys
Na początku lat 70. był członkiem takich grup, jak: Hearts, Mogyorósi Trió, Tűzkerék i Ferm. W latach 1971–1975 był wokalistą zespołu Generál, a w latach 1975–1981 – grupy Piramis. W 1976 roku na podstawie głosów publiczności został wybrany węgierskim wokalistą roku. Po odejściu z Piramis w 1981 roku szukał pracy za granicą. W 1984 roku powrócił na Węgry i we współpracy z Ferencem Demjénem, Gáborem Presserem i innymi nagrał swój pierwszy solowy album, który w 1985 roku został wydany pod nazwą Révész Sándor. W 1986 roku wraz z Jánosem Karácsonym rozpoczął tournée po kraju. Później wycofał się z muzyki i życia publicznego i zamieszkał w Ásotthalom. W 1992 roku ogłoszono, że Piramis reaktywuje się w celu zagrania koncertu, więc Révész wrócił do zespołu. Rok później wydano kolejny album wokalisty – Révész 1993, na którym wystąpili także János Závodi i Péter Gallai. Następnie zrobił sobie kolejną przerwę, a w 1999 roku wraz z grupą Generál pojawił się na Slágerfesztivál. W 2003 roku wydany został jego trzeci solowy album, Változtam, na którym znalazło się sześć nowych i sześć starych piosenek.

## Nagrody
- Pop-Meccs – wokalista roku (1976)
- Nagroda eMeRTon (1992)

## Dyskografia

### Solo
- Révész Sándor (1985)
- Révész 1993 (1993)
- Változtam (2003)

### Generál
- Staféta (1973)
- II. (1975)
- Rockin' & Rollin' (1975)

### Piramis
- I. (1977)
- II. (1978)
- III. (1979)
- A nagy buli (1979)
- Piramis (1980)
- Piramis (1980)
- Rock Party (1981)
- Erotika (1981)
- Szeress (1992)